# Tricité

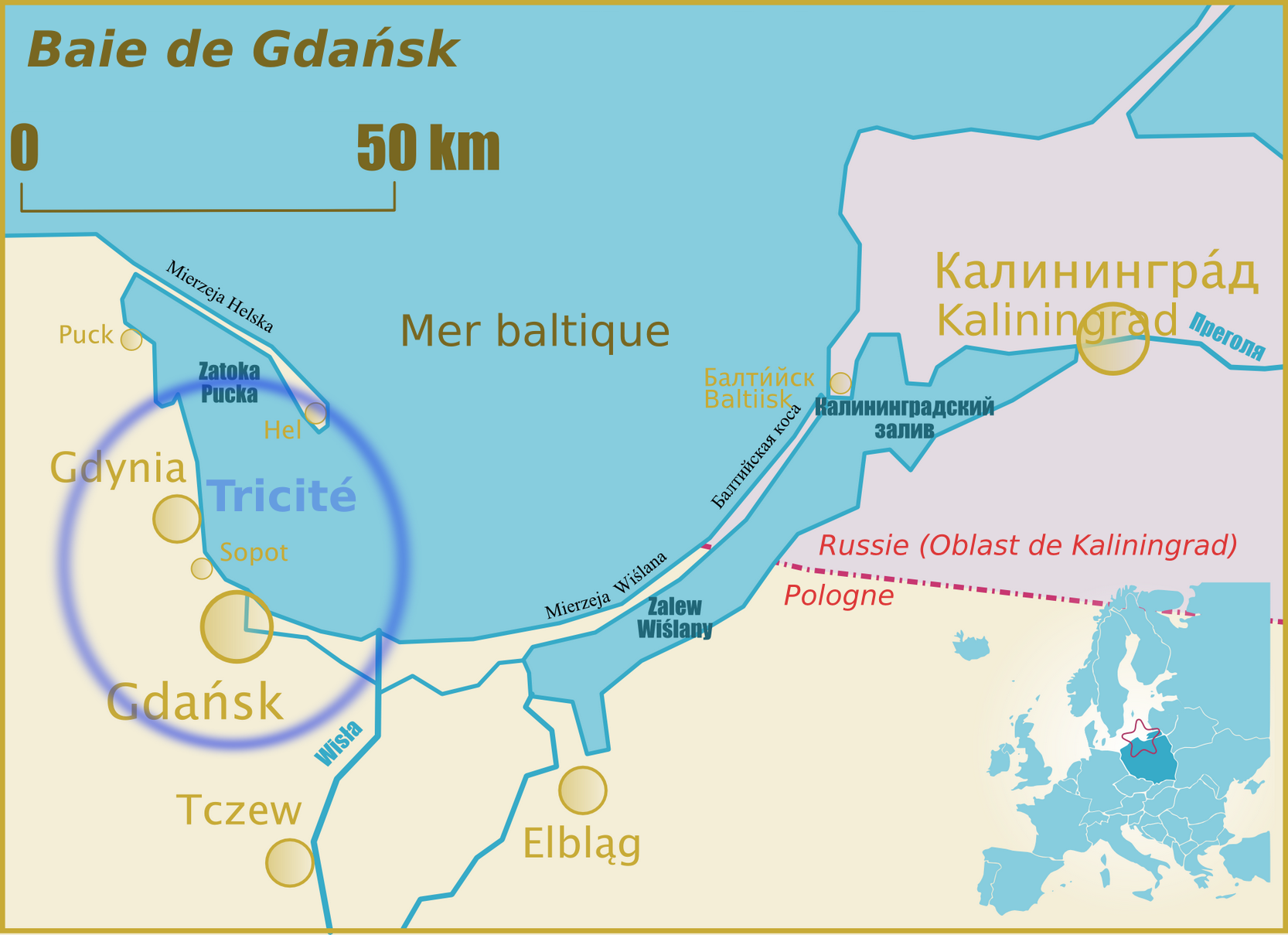
Localisation de la Tricité sur la baie de Gdańsk.

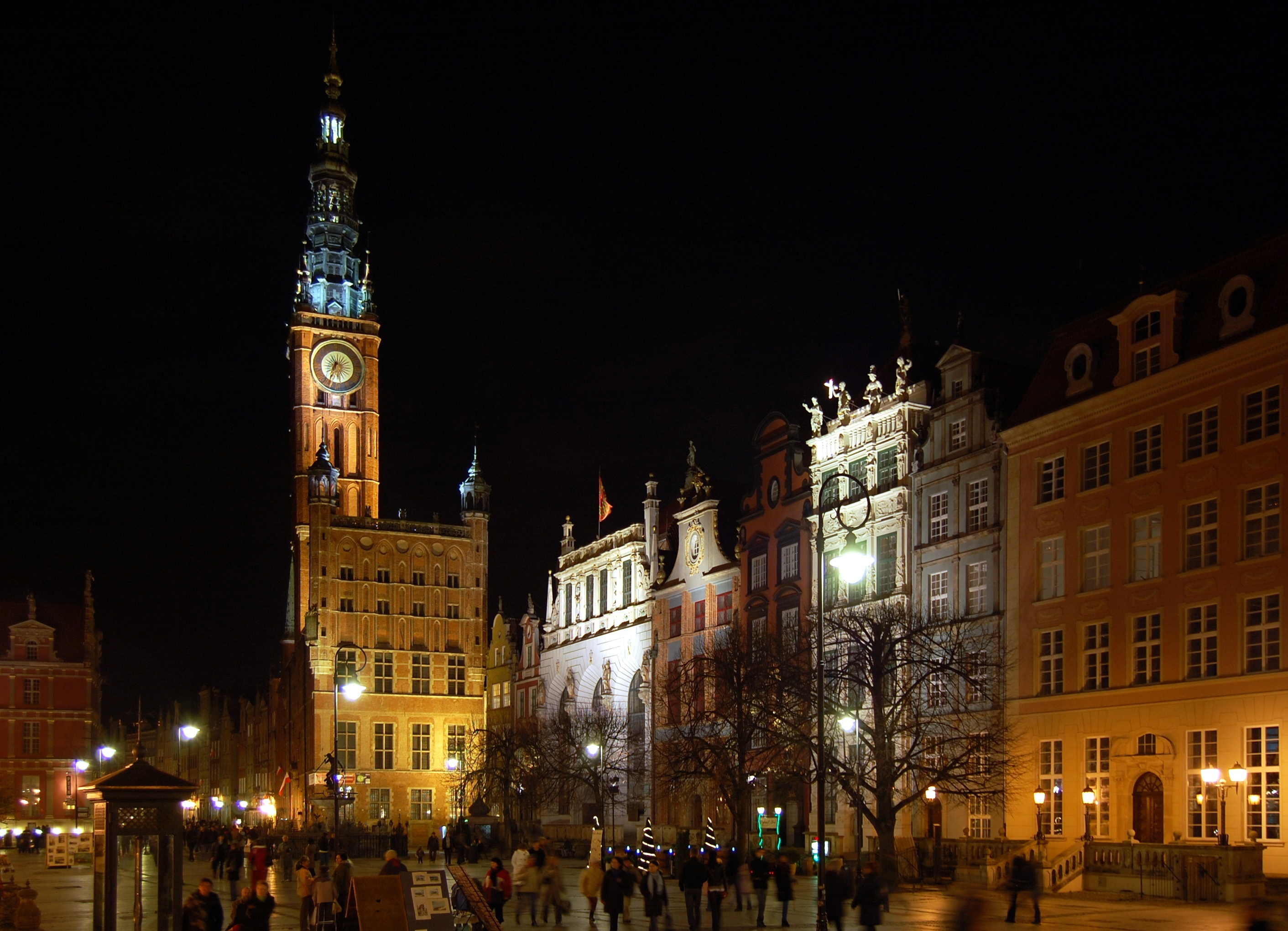
Gdańsk, Długi Targ ("longue place du marché")

La Tricité, ou Triville (en polonais Trójmiasto) est une vaste conurbation portuaire formée par trois villes principales contigües situées sur la baie de Gdańsk (mer Baltique), dans le nord de la Pologne : Gdańsk, Sopot et Gdynia.
Elle comprend aussi des villes plus modestes (parmi lesquelles Wejherowo, Reda et Rumia - au nord de Gdynia - et Pruszcz Gdański - au sud de Gdańsk -) et diverses petites communes.
La Tricité compte plus d'un million d'habitants, constituant ainsi l'aire urbaine la plus importante du nord de la Pologne. C'est l'un des centres majeurs de l'activité industrielle, scientifique et culturelle du pays.